# Stanice u Moře dešťů
Stanice u Moře dešťů je název české antologie sovětských vědeckofantastických povídek, kterou uspořádal a přeložil Miroslav Moravec a kterou vydalo nakladatelství Albatros. Antologie vyšla v sešitové edici Karavana, a to dvakrát. První vydání je z roku 1982 (152. svazek edice) a druhé z roku 1986 (191. svazek edice). Vydání z roku 1982 obsahuje šest povídek, vydání z roku 1986 o tři více. Obě dvě vydání ilustroval Teodor Rotrekl.

## Obsah knihy
Antologie obsahuje tyto povídky:
- Michail Petrovič Michejev: Stanice u Moře dešťů (1967, Станция у Моря Дождей), původní název Алешкин и ТУБ, ruský vědec opraví robota TUB, který mu zase zachrání život při meteorickém dešti.
- Michail Georgijevič Puchov: Teorie pravděpodobnosti (1973, Случайная последовательность, povídka o cestování po osmi planetách propojených v kruhu tzv. „Tunelem", který poutníka přenese buď na planetu nalevo či napravo od té, na které se právě nachází.
- Andrej Dmitrijevič Balabucha: Rovnováha (1972, Равновесие), ekologická povídka varující před důsledky, které může člověk způsobit přírodě.
- Hodžiakbar Šajchov: Dědictví (1977, Наследство), kosmonauté nachází na planetě Cori odkaz civilizace, která vymřela, protože objevila dlouhověkost, ale za cenu nemožnosti dalšího rozmnožování.
- Vladimir Naumovič Michanovskij: Tobor první (1977, Табор первый), vědci při testování robota na bílkovinné bázi zjišťují, že také potřebuje odpočívat.
- Jevgenij Jakovlevič Guljakovskij: Zakázaná zóna (1978, Запретная зона), na planetě Elana je zařízení neznámé civilizace, které brání šíření entropie a tím i zničení vesmíru.
- Alexandr Alexandrovič Ščerbakov: Pracovní den (1976, Рабочий день), povídka o pracovním dnu člověka, který má za úkol provést metamorfózu planety, obsaženo pouze ve vydání z roku 1986.
- Dmitrij Alexandrovič Bilenkin: Věčné světlo (1978, Вечный свет), povídka o kontaktu s cizím hvězdoletem, obsaženo pouze ve vydání z roku 1986.
- Boris Fjodorovič Lapin: Stíny (1976, Тени), obsaženo pouze ve vydání z roku 1986.